# Minonoa
Minonoa is een geslacht van vlinders van de familie Dalceridae.

## Soorten
- M. elvira (Dognin, 1909)
- M. pachitea Hopp, 1922
- M. perbella Schaus, 1905